# Physcius pallidipes
Physcius pallidipes is een keversoort uit de familie Mycteridae. De wetenschappelijke naam van de soort is voor het eerst geldig gepubliceerd in 1917 door Pic.